# Bronisław Gembarzewski

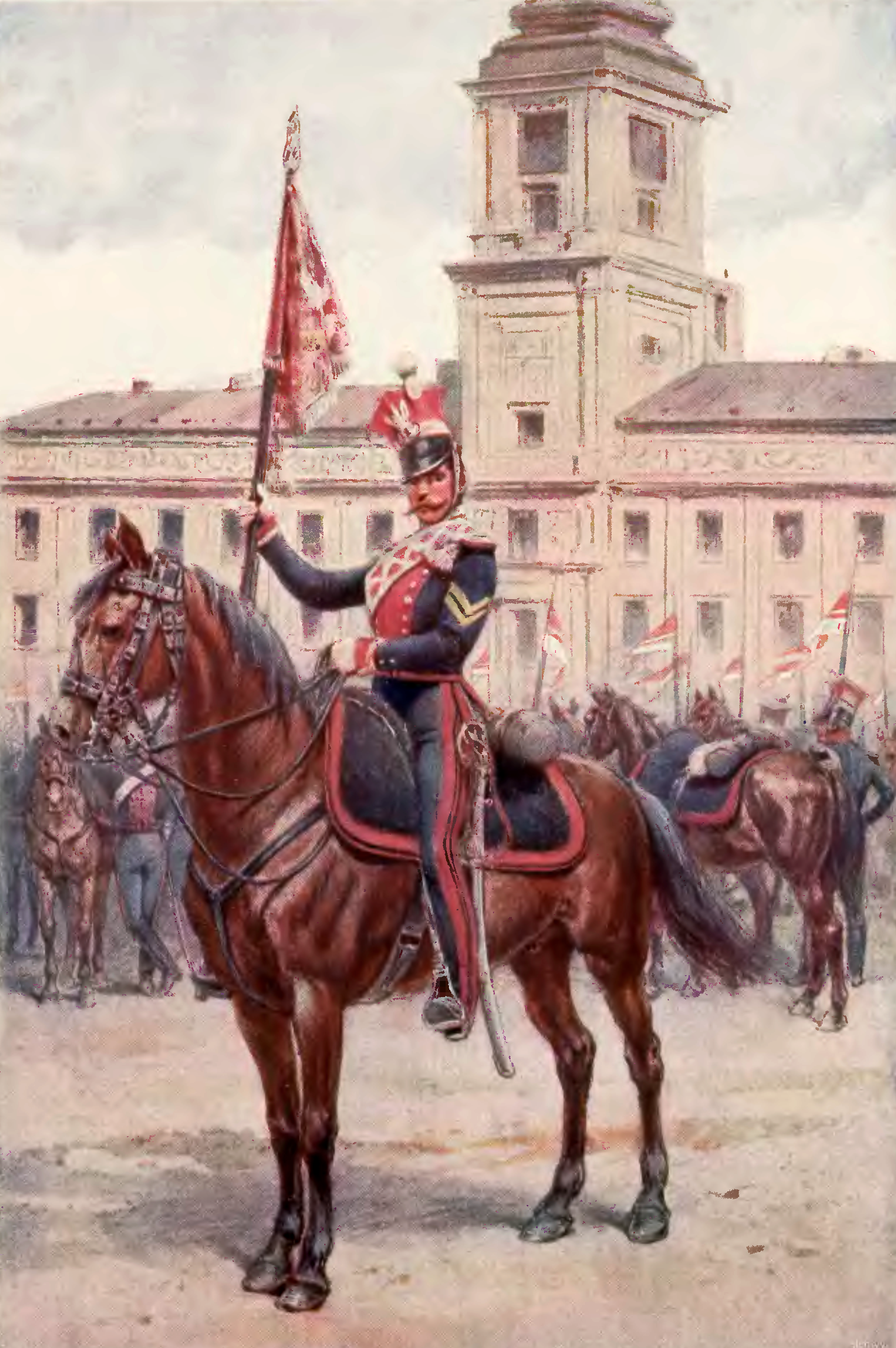
Ułan 1 pułku Królestwa Kongresowego, akwarela Bronisława Gembarzewskiego z 1903

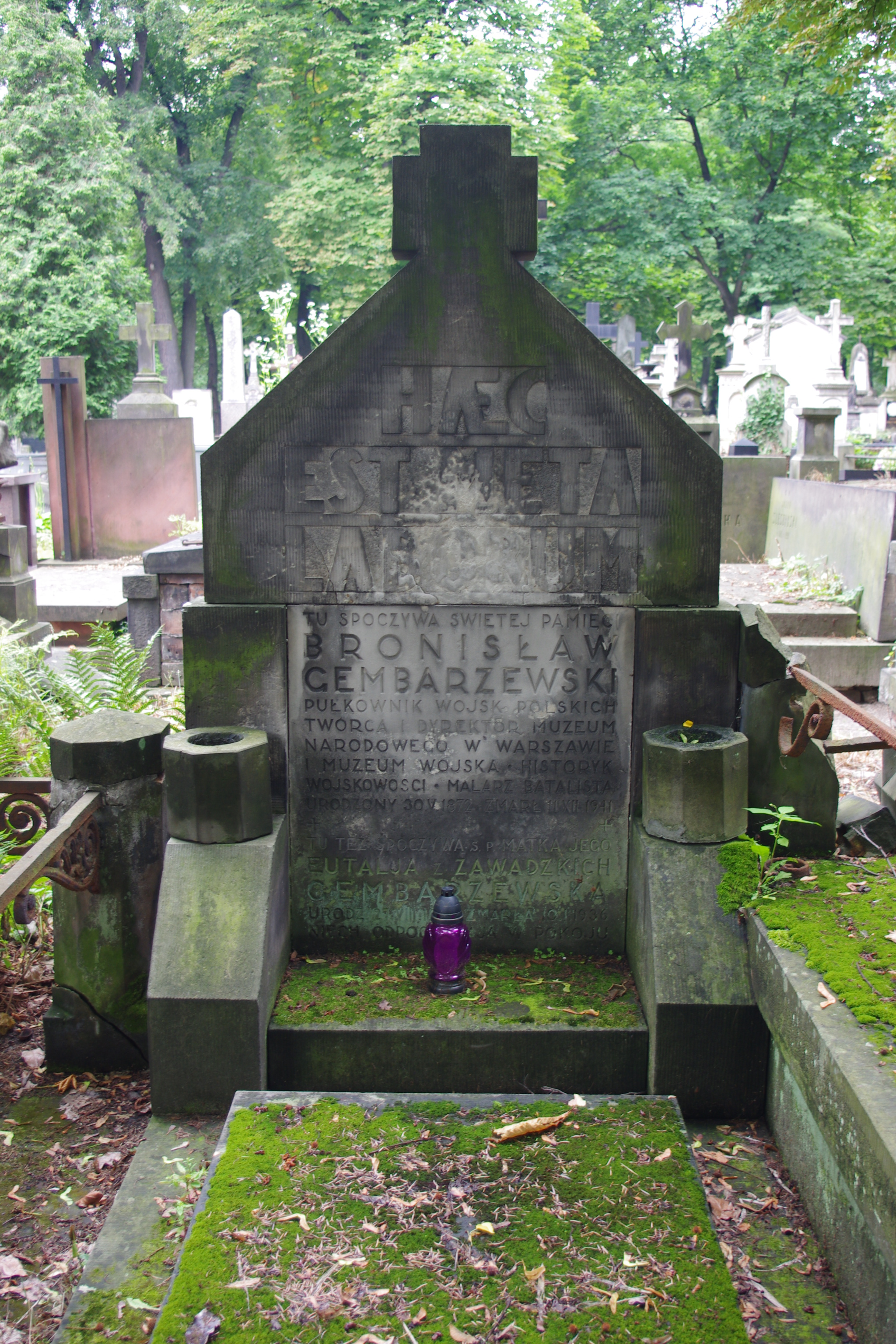
Grób Bronisława Gembarzewskiego na cmentarzu Powązkowskim w Warszawie

Bronisław Gembarzewski (ur. 18 maja?/30 maja 1872 w Petersburgu, zm. 11 grudnia 1941 w Warszawie) – pułkownik saperów Wojska Polskiego, malarz batalista, historyk wojskowości, muzealnik, wieloletni dyrektor Muzeum Narodowego i Muzeum Wojska w Warszawie.

## Życiorys
Był synem Kazimierza i Eulalii z Zawadzkich. Herbu Habdank. Kształcił się w VI Gimnazjum w Warszawie oraz w gimnazjum w Carskim Siole. Studiował malarstwo w Akademii Sztuk Pięknych w Petersburgu (1892–1894) i w Conservatoire national des arts et métiers w Paryżu (1895–1896). Jednym z jego pedagogów malarskich był Wojciech Gerson; jako malarz tworzył głównie pejzaże, ale jego prace nie cieszyły się uznaniem krytyków sztuki. Przed I wojną światową zajmował się, wspólnie z Edwardem Krasińskim i Stanisławem Patkiem, porządkowaniem zbiorów Muzeum Narodowego Polskiego w Rapperswilu. 
Powołany został do Armii Imperium Rosyjskiego w 1914. Służył tam jako kapitan wojsk saperskich. Z ramienia Komitetu Obywatelskiego m. Warszawy opiekował się gmachami państwowymi stolicy w latach 1915–1916; od 1916 (do 1936) był dyrektorem Muzeum Narodowego w Warszawie, a od 1920 dyrektorem Muzeum Wojska w Warszawie. W 1913 został prezesem, później członkiem honorowym Towarzystwa Opieki nad Zabytkami Przeszłości w Warszawie, brał także udział w pracach Cesarskiego Towarzystwa Historycznego Wojskowego w Petersburgu. Od 1916 był członkiem rzeczywistym Towarzystwa Naukowego Warszawskiego. Był pracownikiem Komisji Słownikowej Tymczasowej Rady Stanu.
W 1921 został awansowany na pułkownika. Zweryfikowany ze starszeństwem z dniem 1 czerwca 1919 roku w korpusie oficerów administracyjnych, dział naukowo-oświatowy. 19 czerwca 1923 został przeniesiony do korpusu oficerów inżynierii i saperów z zachowaniem starszeństwa z dniem 1 czerwca 1919 i 33,1 lokatą. W czasie pełnienia funkcji dyrektora Muzeum Wojska pozostawał oficerem nadetatowym 1 pułku saperów. Z dniem 30 kwietnia 1927 przeniesiony został w stan spoczynku. Po wybuchu II wojny światowej był krótko więziony na Pawiaku, po zwolnieniu brał udział w akcji ratowania zabytków Muzeum Wojska w Warszawie. Pochowany na Cmentarzu Powązkowskim w Warszawie (kwatera 22-1-26).
Gembarzewski zorganizował w Muzeum Narodowym w Warszawie Archiwum Ikonograficzne, był jednym z twórców Muzeum Wojska. W 1929 wydał inwentarz zbiorów Muzeum Wojska z XVIII i pierwszej połowy XIX wieku, organizował liczne wystawy z dziejów Wojska Polskiego. Opracował bibliografię historii wojskowości w Polsce, zainicjował badania nad dziejami polskiego munduru wojskowego; opracował kilkadziesiąt tysięcy dokładnych rysunków umundurowania z epoki Księstwa Warszawskiego. Opisał stanowiska pułków polskich w czasie powstania listopadowego, był jednym z konsultantów Stefana Żeromskiego w trakcie pracy pisarza nad Popiołami. Przygotował wydanie Wspomnień wojskowych Józefa Patelskiego (obejmujących lata 1823–1831, 1914). Od 1934 współpracował z miesięcznikiem „Broń i Barwa”. Za monografię Wojsko polskie. Królestwo Polskie 1815–1830 (1903) otrzymał nagrodę Kasy im. Mianowskiego.

## Wybrane publikacje
- Zabytki wojskowe polskie. (1894–1896)
- Źródła do historii pułku lekkokonnego gwardii. (1897)
- Wojsko polskie. Królestwo Polskie 1815-1830. Warszawa: Konstanty Trepte, 1903. Brak numerów stron w książce(1903)
- Wojsko polskie. Księstwo Warszawskie 1807-1814. Warszawa: Gebethner i Wolff. Brak numerów stron w książce(1905)
- Uzbrojenie i rodzaje broni. Epoka porozbiorowa. W: Tadeusz Korzon (red.): Dzieje wojen i wojskowości w Polsce. T. 3. Lwów: Ossolineum, s. 260-400.(1923)
- Ilustracje podług pomników. W: Tadeusz Korzon (red.): Dzieje wojen i wojskowości w Polsce. T. 1-2: Epoka przedrozbiorowa. Lwów: Ossolineum. Brak numerów stron w książce(1923)
- Kopja a lanca, Warszawa: Główna Księg. Wojskowa (1921)
- Rodowody pułków polskich i oddziałów równorzędnych od r. 1717 do r. 1831. Warszawa: Towarzystwo Wiedzy Wojskowej, 1925. Brak numerów stron w książce(1925)
- Muzeum Narodowe w Warszawie. Wybór i opis celniejszych zabytków i dzieł sztuki. Warszawa. (1926)
- Muzeum Wojska. Warszawa. (1929)
- Pułki kaliskie w roku 1831. (1930)
- Husarze. Ubiór, oporządzenie i uzbrojenie 1500-1775. Warszawa: Broń i Barwa. (1939)
- Żołnierz polski. Ubiór, uzbrojenie i oporządzenie wojska polskiego od XI wieku do 1831 roku. (1960-1966, 4 tomy)

Był także encyklopedystą. Na prośbę Zygmunta Glogera pisał artykuły do jego Encyklopedii staropolskiej. Jego nazwisko jako współtwórcę tej encyklopedii wymienia autor w posłowiu tomu IV z adnotacją dotyczącą jego wkładu: mnóstwo artykułów z dziedziny wojskowości.

## Odznaczenia
- Krzyż Komandorski Orderu Odrodzenia Polski (2 maja 1922)[5]
- Kawaler Orderu Legii Honorowej (Francja, 11 października 1922)[6]

## Upamiętnienie
Od 24 listopada 1961 ulica w Warszawie, na terenie obecnej dzielnicy Rembertów, nosi nazwę ulicy Bronisława Gembarzewskiego.
Muzeum Wojska Polskiego w Warszawie przyznaje „Medal pamiątkowy im. płk. Bronisława Gembarzewskiego” osobom zasłużonym dla polskiego muzealnictwa wojskowego.